# خانه پوشالی (فیلم ۱۹۹۳)
خانه پوشالی (انگلیسی: House of Cards) فیلمی در ژانر درام است که در سال ۱۹۹۳ منتشر شد. از بازیگران آن می‌توان به کاتلین ترنر، تامی لی جونز، و پارک اورال اشاره کرد.